# Betazismus
Betazismus ist ein Ausdruck in der vergleichenden Sprachwissenschaft und bezieht sich auf den kombinatorischen Lautwandel von „B“ zu „V“.

## Historische Linguistik
In der historischen Linguistik bezeichnet Betazismus den Lautwandel, bei dem sich der Laut [b] (der stimmhafte bilabiale Plosiv, wie in Englisch bane) zum Laut [v] (dem stimmhaften labiodentalen Frikativ, wie in Englisch vane) wandelt. Der Betazismus ist ein ziemlich verbreitetes Phänomen.
Im Altgriechischen stand der Buchstabe Beta <β> für den Laut [b]. Durch den Betazismus wandelte sich der Laut im Neugriechischen zu [v] (im Neugriechischen wird der Laut [b] durch den Digraphen <μπ> wiedergegeben). Eben daraus entstand das Wort Betazismus.

### Beispiele
Das wohl bekannteste Beispiel für Betazismus tritt in den romanischen Sprachen auf. Die ersten Spuren des Betazismus im Lateinischen finden sich im dritten Jahrhundert nach Christus. Das Ergebnis dieses Lautwandels ist am verbreitetsten in den italowestlichen Sprachen, besonders im Spanischen, wo die Buchstaben <b> und <v> - mit Ausnahme der Position am Satzanfang und nach <m> - die Aussprache [β] (der stimmhafte labiodentale Frikativ, der dem [v] ähnlich ist) annahmen; die beiden Laute sind nun allophon. Ein ähnliches Phänomen findet in der persischen Umgangssprache statt, das z. B. den kastilisch-spanischen Affirmativ „vale“ dem persischen gleichmacht. Ein weiteres Beispiel ist das Neapolitanische, in dem der durch den Betazismus produzierte Laut [v] mit <v> wiedergegeben wird, sodass italienisch bocca dem neapolitanischen vocca entspricht; albero entspricht arvero und barba entspricht varva.
Der Betazismus trat auch in der althebräischen Sprache auf. Der Laut [b] (geschrieben <ב>) wurde zu [β] und schließlich zu [v], außer bei Gemination oder wenn er auf einen Konsonanten oder eine Pause folgt. Demzufolge wurden die beiden Laute Allophone. Wegen späterer Lautwandel inklusive des Verlustes der Gemination wurde die Abgrenzung im modernen Hebräischen phonemisch.